# Victor Franz Hess
Victor Franz Hess (n. 24 iunie 1883, Deutschfeistritz⁠(d), Stiria, Austria – d. 17 decembrie 1964, Mount Vernon⁠(d), New York, SUA) a fost un fizician austriac, laureat al Premiului Nobel pentru Fizică, în 1936, împreună cu Carl David Anderson, pentru descoperirea radiațiilor cosmice.